# Erich Everth

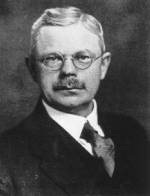
Erich Everth

Erich Everth (* 3. Juli 1878 in Berlin; † 22. Juni 1934 in Leipzig) war ein deutscher Kunsthistoriker, Journalist und der erste ordentliche Professor für Zeitungswissenschaft in Deutschland. Er zählt neben Otto Groth und Emil Dovifat zu den Begründern der Zeitungswissenschaft in Deutschland.

## Leben und Werk

### Frühe Jahre
Everth wurde 1878 in Berlin als Sohn eines Kaufmanns geboren. Er besuchte das Joachimsthalsche Gymnasium und immatrikulierte sich 1898 an der Berliner Universität, wo er zunächst Philosophie und Jura studierte. Einige Semester später wechselte er zu Philosophie, Kunstgeschichte und Psychologie. Sein wichtigster Lehrer war Max Dessoir, der sich um eine Neubegründung einer systematischen Kunstwissenschaft bemühte. 1906 unterbrach Everth sein Studium, um freiwilligen einjährigen Militärdienst abzuleisten. Everth wurde am 6. Mai 1909 an der Philosophischen Fakultät der Universität Leipzig bei August Schmarsow und Johannes Volkelt promoviert. Anschließend arbeitete er auf dem Gebiet der Kunstgeschichte weiter mit dem Ziel der Habilitation. Nachdem diese jedoch gescheitert war, wechselte er zum Journalismus.

### Journalismus
Everth wurde daraufhin 1912/13 Feuilletonredakteur bei der Rheinisch-Westfälischen Zeitung in Essen und wechselte dann von 1913 bis 1917 als Berliner Korrespondent zur Magdeburgischen Zeitung.
Nach Ausbruch des Ersten Weltkriegs zunächst im Osten Soldat, fand Everth erst als Referent in der Pressestelle beim Stab des „Oberbefehlshabers Ost“ wieder Zeit zur Publikation. In den Flugschriften zur Monatszeitschrift Die Tat, die der Jenaer Eugen-Diederichs-Verlag seit 1915 veröffentlichte, erschien Everths Studie Von der Seele der Soldaten im Felde.
Rückblickend urteilte Gerhard Menz, dass es „wohl die einzige Schrift unter der damaligen ‚Heldenliteratur‘ ist, welche die wirkliche Psyche der Soldaten schilderte und darum auch in hoher Auflage in den Schützengräben verkauft wurde.“ Hermann Hesse würdigte das Buch mit einer Rezension und lobte die feine psychologische Beobachtungsgabe Everths.
In der Folge wechselte Everth häufig seine Berufspositionen. 1917 wurde er Chefredakteur und Leiter der Berliner Vertretung der Leipziger Volkszeitung, ging er 1920 zur Berliner „Telegraphen Union“ (TU), arbeitete 1921 bis 1923 als Leitartikler für die Vossischen Zeitung und wurde 1923 Ressortleiter Kultur der Gustav Stresemann nahestehenden Deutschen Allgemeinen Zeitung. Ab 1924 war Everth für das liberale Berliner Tageblatt Korrespondent in Wien, nach dem Zusammenbruch des Vielvölkerstaates Österreich-Ungarn eine der politisch interessantesten Bühnen Europas. Er verfasste zahlreiche Beiträge zur Ästhetik, Literatur- und Kunstgeschichte. Sie bestätigen, was der politische Standort der verschiedenen Redaktionen nahelegt. Mit einer ungewöhnlichen geistigen Mobilität vollzog der mittlerweile 40-jährige Publizist einen Einstellungswandel von unverkennbar monarchisch-nationaler Herkunft zum Befürworter demokratischer Prinzipien.

### Bildungswissenschaft
Everths weit gefasstes Spektrum lässt sich treffend als „Bildungswissenschaft“ charakterisieren. Er veröffentlicht neben der publizistischen Tätigkeit in der Tagespresse zahlreiche Aufsätze und kleinere Gelegenheitsarbeiten vornehmlich ästhetischen, kunstwissenschaftlichen und kunsthistorischen Inhalts. Sie liefern ein facettenreiches Bild seiner vorwiegend kulturellen Interessen und seines vielseitigen Wissens. Everth ist ein Musterbeispiel für einen geistigen Wanderer durch verschiedenste Bildungsbereiche, der sich an wissenschaftlichen Disziplingrenzen weder aufhält noch stößt. So schaffte er es, sich neben ästhetischen Grundgestalten, der Gartenkunst und der Frage, „wie man Bilder hängt“, über die Probleme des Städtebaus und der staatlichen Bürokratie zu äußern sowie sich öffentlich der Lage Rumäniens, der gotischen Skulptur, dem zionistischen Maler Abel Pann, der Lebensphilosophie oder auch der nationalen Einheitsschule zu widmen.
Bereits 1923 warnte er vor dem dann im November erfolgenden Hitlerputsch in einem Artikel mit dem Titel „Nationalsozialistische Ziele“ vor der aus Bayern drohenden Gefahr. In der von Max Dessoir herausgegebenen „Zeitschrift für Ästhetik und Allgemeine Kunstwissenschaft“ erschien 1925 ein umfangreicher Beitrag mit dem Titel „Die Kunst der Erzählung“. Der Text bildete den Abschluss einer langen Beschäftigung mit den realistischen Erzählern des 19. Jahrhunderts. Zuvor war einer Schrift über Wilhelm Raabe eine ausführliche Monographie über Conrad Ferdinand Meyer gefolgt.

### Ordinarius der Zeitungskunde
Am 1. November 1926 wurde der 48-jährige Kunsthistoriker als Nachfolger des Volkswirtschaftlers Karl Bücher auf den ersten zeitungskundlichen Lehrstuhl am Institut für Zeitungskunde an der Universität Leipzig berufen. Sein Augenmerk galt dabei vor allem dem Ziel, der Zeitungswissenschaft ein erkenntnistheoretisches wie methodologisches Fundament und damit die Anerkennung als selbständige wissenschaftliche Disziplin zu verschaffen.
Wie seine Antrittsvorlesung Zeitungskunde und Universität am 20. November 1926 belegt, machte sich Everth über den Status der in den Anfängen steckenden Wissenschaft keine Illusionen. Nüchtern kam Everth zu einer kritischen Einschätzung der bestehenden zeitungswissenschaftlichen Methodik und ihrer Begriffsbildung, gleichermaßen auf seine journalistische Erfahrung wie seinen wissenschaftlichen Überblick über die unterschiedlichsten Fächer verweisend:
„Wer die Probleme der Zeitung wirklich durchdenken will, muss sich noch in mancherlei anderen Bereichen als in dem der Presse umschauen; ohne ein starkes Bedürfnis, über den Zaun zu gucken, wird er nicht weit kommen.“
Everth setzte sich mit dieser (von ihm auch gelebten) Perspektive deutlich von seinem Vorgänger Karl Bücher ab, dem er eine zu einseitig wirtschaftlich fundierte Perspektive vorwarf. Everth beschränkte den Gegenstand der Zeitungskunde auf die Zeitung, im weiteren Sinne auf die gedruckte periodische Presse. Diese solle nicht isoliert von gesellschaftlichen, politischen, wirtschaftlichen und kulturellen Einflüssen untersucht werden. Es komme vielmehr auf einen systematischen Querschnitt der verschiedenen Verbindungsfäden an, dabei sei die Presse „mehr als nur ein gewöhnliches Erwerbsunternehmen“, sie müsse „als ein wenigstens teilweise geistiger Prozess und als Geistesgebilde verstanden werden.“
Durch ihre „Vermittlungsfunktion“ befriedigt die Zeitung „als Sozialform in sich“ nach Everths Auffassung im öffentlichen Leben neben den wirtschaftlichen genauso soziale Bedürfnisse. Dieser sich psychologischen und soziologischen Fragen zuwendende Ansatz ist im Rahmen der vorher weitgehend pressehistorisch (oder wie bei Bücher eher wirtschaftsgeschichtlich) orientierten Zeitungskunde ebenso neu wie die von ihm vorgeschlagene Verfahrensweise: Er will zunächst die horizontalen und vertikalen Besitzverhältnisse der deutschen Presse erarbeiten und später die Organisation der Zeitungsbetriebe mit den Methoden der Organisationssoziologie untersuchen. Dabei galt besonderes Augenmerk der sozialen Funktion des zwischen der Welt und dem Einzelnen vermittelnden Journalisten. Ihm sollen in der Ausbildung Kenntnisse über das Zeitungswesen vermitteln werden, die zur richtigen Auffassung und Beurteilung seiner Arbeit anleiten.
Everth maß der praktischen Ausbildungsfunktion der Zeitungskunde nur eine nachrangige Bedeutung zu. Im 1928 gedruckten Aufsatz „Die Zeitung im Dienst der Öffentlichkeit“ nennt er als vorrangige Aufgabe seines Instituts vielmehr „die wissenschaftliche Durchdringung der Zeitungskunde“ und daraus resultierend die Ausbildung eines wissenschaftlichen Nachwuchses für die „weitere Arbeit am Ausbau der Disziplin“.
Es war typisch für die frühe Zeit der Zeitungswissenschaft, dass jeder Hauptvertreter eine eigene Terminologie und Methodik ausbildete. Everth definiert sie also als „Integrationsdisziplin“ ohne eigene Methode, für deren umfassende Erschließung Methoden verschiedener Wissenschaften herangezogen werden können.

#### Arbeitsethos, Kriegsverlust
Auch als Kommunikationswissenschaftler behielt Everth seine ästhetische Prägung. Er arbeitete nach Wölfflinschem Muster auf genaueste und detailfreudige Weise. Die Herausgabe der Zeitschrift „Das Wesen der Zeitung“ diente ihm dabei zu Grenzüberschreitungen, wie sie in der Geisteswissenschaft oft erst erheblich später üblich wurden.
Sein eigentliches Hauptwerk vollendete er wenige Tage vor seinem Tod. 1931 war der erste Teil unter dem Titel „Die Öffentlichkeit in der Außenpolitik von Karl V. bis Napoleon“ erschienen. Diese Schrift findet noch in Jürgen Habermas’ „Theorie des kommunikativen Handelns“ Aufnahme und Nachklang. Der zweite Teil enthielt die auf Napoleon folgende Zeit. Das Manuskript verlor sich in den Leipziger Nachkriegswirren, aus denen die Familie schließlich zu Fuß nach Schleswig-Holstein floh. Das Werk gilt seitdem als verschollen und es bleibt abzuwarten, ob es wie andere verschollene Werke in einem Moskauer Archiv dereinst doch wieder auftauchen wird.

#### Medientheorie
Everth nutzte die durch seine interdisziplinären Studien gewonnenen Erkenntnisse, um neue Fragen an die Pressegeschichte zu stellen. Die Untersuchung der „Öffentlichkeit in der Außenpolitik von Karl V. bis Napoleon“ will erhellen, „welche Rolle die Publizistik in der Außenpolitik gespielt hat“. Everth wies dem Medium also eine eigene Wirkungsmacht zu, die eigene Realitäten schaffen kann.
Everth erwies sich als Vordenker der heute zentral gewordenen medientheoretischen Fragestellungen, wenn er betont, es komme „immer nur auf die Bedeutung an, die das publizistische Element oder die Publizistik in der Politik gewonnen hat, und auf ihre Entwicklung im Zusammenhange mit anderen historischen Faktoren.“
Everths Hauptwerk fand bereits bei zeitgenössischen Wissenschaftlern durchweg positive Aufnahme, und noch heute gilt es als bedeutendes pressehistorisches Nachschlagewerk und nicht zuletzt als vorzügliche Materialsammlung.

### Kampf gegen den Nationalsozialismus
Als am 30. Januar 1933 eine neue Regierung aus Nationalsozialisten und Nationalkonservativen an die Macht kam, feierten die mehr als achtzig Zeitungen der Nationalsozialisten das Ereignis in Großbuchstaben. Begeisterung war aber auch beim Berliner Lokal-Anzeiger aus dem deutschnationalen Hugenberg-Konzern zu spüren und bei über tausend deutschen Tageszeitungen, die aus dem Hause Hugenberg Direktiven bezogen.
In diesem Konzert der Gleichgesinnten gab es nur wenige, die eine andere Melodie anstimmten, und noch weniger, die wussten, wie solche Konzerte enden können. Zu diesen gehört Everth, „ein Mann der unbequemeren Sorte, dem es als Erstes um den Schutz der Pressefreiheit vor dem Knebelgriff der nationalsozialistischen Gleichschalter geht – eine Sorge, die ihn Beruf und Ehre und wohl auch die Lebenskraft kosten sollte“ (Arnulf Kutsch). Der sehr zurückgezogen forschende Everth nahm nunmehr eindeutig Stellung und zeigte, dass er angesichts der Geschehnisse nicht im Elfenbeinturm der Wissenschaft verharrt.

#### Der Kongress „Das Freie Wort“
Auf der vorerst letzten von liberalen und links-demokratischen Politikern organisierten öffentlichen Veranstaltung in Berlin, gerade zwei Wochen nachdem die Verordnung des Reichspräsidenten zum Schutze des Deutschen Volkes vom 4. Februar die Grundrechte der Weimarer Verfassung, insbesondere die Versammlungs- und Pressefreiheit einschränkte, dem am 19. Februar 1933 im Festsaal der Kroll-Oper abgehaltenen Kongress  Das Freie Wort, hielt Everth ein flammendes Plädoyer für die Erhaltung der Pressefreiheit. Er war mit Alfred Kantorowicz der Meinung, „es gebe Zeiten, da das Freie Wort nicht mehr mit Worten, sondern durch die Tat verteidigt werden müsse.“ An der Kundgebung, auf der „zum letzten Mal der Ruf nach Gedankenfreiheit ertönte“, nahmen über neunhundert vernunftdemokratisch und antinationalsozialistisch gesinnte Geistesgrößen teil, unter anderem Käthe Kollwitz, Max Brauer, Willi Münzenberg, Adolf Grimme, Theodor Lessing, Ferdinand Tönnies und Heinrich Mann. Albert Einstein hatte am 6. Februar einen Aufruf zur Teilnahme am Kongress verfasst.
Noch vor Beendigung der Kundgebung räumten Polizeioffiziere den Saal und erklärten den Kongress für beendet. Wenige Tage später kam es auf der gegenüberliegenden Platzseite zum Reichstagsbrand; am 28. Februar setzte daraufhin die Reichstagsbrandverordnung des Reichspräsidenten die Grundrechte der Weimarer Verfassung außer Kraft.

#### Entlassung, Krankheit und Ende
Gegen Everth wurden daraufhin politische Ermittlungen eingeleitet. Nur kurze Zeit später erhielt er ein Schreiben des Sächsischen Ministeriums für Volksbildung, in dem es heißt, dass Everths Einstellung „in keiner Weise vereinbar wäre mit den Forderungen, die an einen Hochschullehrer im neuen Staat gestellt werden müssen.“ Am 29. April 1933 wurde Everth wegen angeblich „undeutscher Einstellung“ zwangsbeurlaubt. Gerade diese Begründung traf Everth ganz besonders. Aber als einziger Zeitungswissenschaftler hatte er den Mut gehabt, Kritik an den Notverordnungen und der Pressepolitik der Nationalsozialisten zu üben. Seinen bisherigen Lehrstuhl erhielt der Nationalsozialist Hans Amandus Münster. Everths Zwangsemeritierung erfolgte am 30. September 1933, obwohl die Ermittlungen nichts ergeben hatten, was aufgrund des noch geltenden Beamtenrechtes zu einem derartigen Verfahren hätte führen dürfen.
Zum Zeitpunkt der Zwangsemeritierung war Everth bereits schwer an Leukämie erkrankt. Weiterer Widerstand war ihm deshalb unmöglich. Er starb am 22. Juni 1934 in Leipzig.

## Ehrungen
Seit 2003 vergibt die Leipziger Medienstiftung ein nach Everth benanntes Stipendium, das bisher innerhalb des Institutes für Kommunikations- und Medienwissenschaft der Universität Leipzig vergeben wurde.

## Veröffentlichungen (Auswahl)
- Der Bildrahmen als ästhetischer Ausdruck von Schutzfunktionen. Halle/Saale: Buchdruckerei Hohmann, Halle/Saale 1909 (Dissertation).
- Männer der Zeit, Faber, Magdeburg 1915 (zuerst in der Magdeburgischen Zeitung, 1915)
- Von der Seele des Soldaten im Felde. Bemerkungen eines Kriegsteilnehmers, Diederichs, Jena 1915
- Das innere Deutschland nach dem Kriege, Diederichs, Jena 1916
- Conrad Ferdinand Meyer. Dichtung und Persönlichkeit, Sibyllen-Verlag, Dresden 1924
- Die Kunst der Erzählung, in: Zeitschrift für Ästhetik und allgemeine Kunstwissenschaft, Bd. 11, 1925, S. 215ff. (Digitalisat).
- Volkelts ästhetische Grundgestalten, Eduard Pfeiffer, Leipzig 1926
- Zeitungskunde und Universität. Antrittsvorlesung, gehalten am 20. November 1926, Gustav Fischer, Jena 1927
- Die Zeitung im Dienst der Öffentlichkeit. Eine begriffliche Grundlegung, in: Archiv für Buchgewerbe und Gebrauchsgraphik, 1928
- Das Studium der Zeitungskunde an der Universität Leipzig, A. Lorenz, Leipzig 1928 (2. Auflage 1933)
- Die Öffentlichkeit in der Außenpolitik von Karl V. bis Napoleon. Gustav Fischer, Jena 1931